# Månen är en grön ost
Månen är en grön ost är en svensk film från 1977 med regi och manus av Mai Zetterling. I rollerna ses bland andra Christian Berling, Lars Edström och Ewa Fröling.
Filmen spelades in 1976 med Lisbet Gabrielsson som producent, Roger Wallis som kompositör och John Bulmer som fotograf. Den hade premiär 1977 och gjordes senare om i en nedkortad version som visades på Sveriges Television 1979.

## Rollista
- Christian Berling – fadern
- Lars Edström – skepparen - Blå
- Ewa Fröling – harpisten - Violett
- Jill Purce – basisten - Grön
- Maria Rossman – modern
- Nora Rossman – Nora, den äldre dottern
- Tiu Rossman – Tiu, den yngre dottern
- Katarina Strandmark – häxan - Indigo
- Anders Söderlund – ena tvillingen - Gul
- Walter Söderlund – andra tvillingen - Gul
- Ingvar Boman – clown - Röd
- Håkan Wallbom – clown - Orange